# Stereum latissimum
Stereum latissimum är en svampart som beskrevs av Berk. 1855. Stereum latissimum ingår i släktet Stereum och familjen Stereaceae.   Inga underarter finns listade i Catalogue of Life.